# (69987) 1998 WA25
1998 دابليو أي 25 (ويعرف أيضًا باسم (69987) 1998 دابليو أي 25 وفق تسمية الكوكب الصغير) (بالإنجليزية: 1998 WA25)‏ هو كويكب ضمن حزام الكويكبات؛ وترتيبه 69987 من حيث الاكتشاف.
اكتُشف هذا الجُرم الفلكي بواسطة مارك ويليام بوي في 19 نوفمبر 1998.

## وصلات خارجية
- (69987) 1998 WA25 في قاعدة بيانات مختبر الدفع النفاث لأجرام النظام الشمسي الصغيرة

- الاكتشاف · مخطط المدار ·  العناصر المدارية · المعلمات المادية

- (69987) 1998 WA25 على موقع ويكي سكاي: DSS2, SDSS, GALEX, IRAS, Hydrogen α, X-Ray, Astrophoto, Sky Map, Articles and images